# Passiflora ursina
Passiflora ursina Killip & Cuatrec. – gatunek rośliny z rodziny męczennicowatych (Passifloraceae Juss. ex Kunth in Humb.). Występuje endemicznie w Kolumbii i Ekwadorze. 

## Morfologia
PokrójZdrewniałe, trwałe, owłosione liany.
LiściePodłużnie owalne, sercowate u podstawy. Mają 5–11 cm długości oraz 3–6,5 cm szerokości. Całobrzegie, z ostrym wierzchołkiem. Ogonek liściowy jest owłosiony i ma długość 10–30 mm. Przylistki są szydłowate o długości 3–6 mm.
KwiatyZebrane po 5–7 w kwiatostany. Działki kielicha są owalne, mają 1-1,5 cm długości. Płatki są owalne, mają 0,7-1,1 cm długości.